# Анрі Піренн
Анрі Піренн (фр. Henri Pirenne; 23 грудня 1862, Верв'є — 25 жовтня 1935, Уккел) — бельгійський історик. Фахівець з економічної історії західноєвропейського середньовіччя та особливо міської історії.
Член Бельгійської королівської академії наук, літератури та образотворчих мистецтв. Його вчителями в Льєзькому університеті були Готфрід Курт і Поль Фредерік.
У 1886—1930 роках професор і в 1918—1921 роках був ректором Гентського університету.
У своїй головній праці «Магомет і Карл Великий» висловив тезу, відому як «теза Піренна», про те, що культурна й економічна єдність античного Середземномор'я була зруйнована не внаслідок Великого переселення народів, а під впливом ісламської експансії VII - початку VIII століття.

## Головні праці
- Історія Бельгії Histoire de Belgique
- Магомет і Карл Великий Mahomet et Charlemagne, PUF, coll. " Quadrige / Grands textes ", Paris, 2005.  [Архівовано 31 травня 2013 у Wayback Machine.]
- Міста Середньовіччя, есе економічної і соціальної історії Les villes du Moyen Âge, essai d'histoire économique et sociale, Bruxelles, Lamertin, 1927.  [Архівовано 6 лютого 2012 у Wayback Machine.]
- Спогади про полон в Німеччині (березень 1916-листопад 1918) Souvenirs de Captivité en Allemagne (Mars 1916-Novembre 1918), Bruxelles, Librairie Maurice Lamertin, Collection du Flambeau, 1920